# Pudussery West
Pudussery West es una ciudad censal situada en el distrito de Palakkad en el estado de Kerala (India). Su población es de 20140 habitantes (2011). Se encuentra a 5 km de Palakkad y a 70 km de Thrissur.

## Demografía
Según el censo de 2011 la población de Pudussery West era de 20140 habitantes, de los cuales 9948 eran hombres y 10192 eran mujeres. Pudussery West tiene una tasa media de alfabetización del 88,51%, inferior a la media estatal del 94%. la alfabetización masculina es del 92,44%, y la alfabetización femenina del 84,67%.